# 木村洋二 (社会学者)
木村 洋二（きむら ようじ、1948年 - 2009年8月19日）は、日本の社会学者。『笑い』が主要な研究テーマであった。青森県八戸市出身。関西大学社会学部教授。現役で逝去。

## 経歴・人物
1948年、青森県上長苗代村（現・八戸市）生まれ。木村の談によれば、父は満州から引き揚げた獣医師で、よく自転車で馬や牛の往診に出かけていたという。
八戸市立三条小学校、三条中学校、青森県立八戸高校、京都大学文学部卒業、京都大学大学院修了。
専攻は理論社会学とコミュニケーション論で、『笑い』を研究テーマとし、その方面での著作や論文が多いことで知られた。『笑い』を研究テーマとしたのは、木村自身があるときに3時間笑い続けた際に、「これを統一した理論に出来ないか」と思いついたからだという。しかし、そのひらめきは、木村の中で20年間あたためられることとなる。
関西大学社会学部教授として、『ソシオン研究プロジェクトユニット』を立ち上げ、コミュニケーションに関する社会学の主要理論であるソシオン理論の研究を進めるなかで、再び笑いの豊かな可能性に着目し、「aH（アッハ）」を単位として笑いを定量的に測定する『笑い測定機』を発案する。その後、笑いを科学的に研究するための学術組織としてユーモア・サイエンス学会を創設し、初代会長となる。
日本笑い学会副会長を務め、故郷八戸市からは『八戸大使』を任命されるなどの活動も行っていた。
2009年8月19日、肺がんにより療養していた大阪府枚方市内の病院で逝去。61歳没。

## 著作

### 単著
- 『笑いの社会学』（世界思想社、1983年）ISBN 4790702553
- 『視線と「私」: 鏡像のネットワークとしての社会』（弘文堂、1995年）ISBN 4335550642

### 訳書
- ジョゼフ・ガベル『虚偽意識: 物象化と分裂病の社会学』（人文書院、1980年）ISBN 4409330187
- ロバート・ブレイン『友人たち／恋人たち: 友愛の比較人類学』（みすず書房、1983年）ISBN 4622011948
- デレク・フリーマン『マーガレット・ミードとサモア』（みすず書房、1995年）ISBN 4622036460